# Ptilocolepus namnao
Ptilocolepus namnao är en nattsländeart som beskrevs av Malicky och Chantaramongkol 1996. Ptilocolepus namnao ingår i släktet Ptilocolepus och familjen smånattsländor. Inga underarter finns listade i Catalogue of Life.